# Ариялур (округ)
Ариялур (англ. Ariyalur) — округ в индийском штате Тамилнад. Образован 1 января 2001 года из части территории округа Перамбалур. Административный центр — город Ариялур. Площадь округа — 2034 км².

## Демография
По данным переписи населения 2011 года, население округа составляло 754 894 человек. Уровень грамотности взрослого населения составлял 71,34 %, что ниже среднеиндийского уровня (74,04 %). Доля городского населения составляла 11,1 %.